# Свиная шейка с конскими бобами
Свиная шейка с конскими бобами (люкс. Judd mat Gaardebounen) — национальное блюдо Люксембурга из копчёной свиной шейки и конских бобов. Ассоциируется с деревней Гостинген на юго-востоке страны, жители которой получили прозвище Бунепатшертен (Bounepatscherten) из-за их широко известных бобов.

## Приготовление
После замачивания в воде в течение ночи солёную или копчёную свиную шею отваривают и снимают кожу, а затем тушат на медленном огне с луком-пореем, морковью, сельдереем и гвоздикой около двух часов. Букет гарни также добавляют вместе со стаканом Мозельского вина. Для конских бобов, бланшированных в воде в течение 5 минут, готовится соус. Нарезанный лук, кубики бекона и муку подрумянивают на сливочном масле в кастрюле, вливают мясной бульон и оставляют соус, который должен быть достаточно жидким, на медленном огне примерно на 20 минут. Бланшированные бобы добавляются в соус вместе с мелко измельчённым свежим чабером, перцем и солью. Когда свинина готова, её вынимают из бульона, нарезают ломтиками и выкладывают на большую тарелку с фасолью. Блюдо можно подавать с отварным картофелем и вином или пивом.

## Этимология
Происхождение слова «judd» неясно. Одна из теорий, предложенная лингвистом Жан-Клодом Мюллером, членом Института великого герцога Люксембурга, состоит в том, что оно происходит от испанского слова, обозначающего фасоль (judía). Он объясняет, что в Галисии есть также блюдо из свинины, которое подают с бобами, которое местные жители называют judia, произносится как «shu-DI-a». Мюллер предполагает, что блюдо было привезено в Люксембург испанскими войсками в XVI-XVII веках. Если это действительно так, то Judd mat Gaardebounen можно перевести как «Бобы с бобами». Также утверждалось, что этот термин происходит от слова «еврей» (judío), потому что «тёмный цвет бобов напоминал тёмную кожу испанских евреев».